# McJob

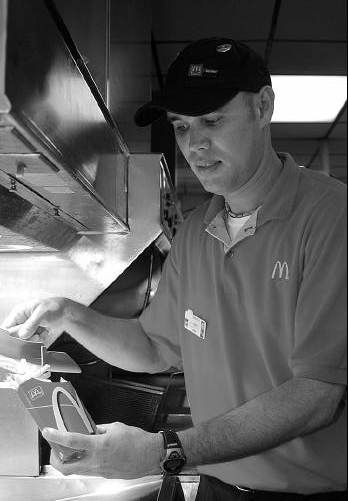
Un operaio della catena McDonald's al lavoro

Con la locuzione inglese McJob si intende un impiego sottopagato, di scarso prestigio e che offre poche prospettive di carriera. La parola prende il nome dalla nota catena di fast food McDonald's, più volte accusata di sfruttare i suoi dipendenti.

## Storia
La parola è stata usata per la prima volta nel 1981 dalla McDonald's per definire un programma aziendale rivolto ai suoi lavoratori affetti da disabilità fisiche e mentali. Dopo essersi diffusa negli anni ottanta negli Stati Uniti nella sua attuale accezione negativa, la parola è stata popolarizzata da Douglas Coupland nel suo libro Generazione X del 1991.
La successiva introduzione del termine nei dizionari dell'Università di Oxford del 2001 ha generato alcune critiche da parte degli associati al colosso statunitense, e Jim Cantalupo, allora presidente della McDonald's, ha minacciato azioni legali poi non attuate.
Nel 2007 un vice-presidente dell'azienda di nome David Fairhurst ha incitato a modificarne il significato in chiave positiva, ridefinendo il McJob "un lavoro stimolante, gratificante e che offre genuine opportunità di carriera". La stessa multinazionale ha anche avviato una petizione nel Regno Unito per modificare la definizione di McJob in un'ottica positiva.